# Asperula cristata
Asperula cristata är en måreväxtart som först beskrevs av Carlo Pietro Stefano Stephen Sommier och Emile Emilio Levier, och fick sitt nu gällande namn av V.I. Kreczetowicz. Asperula cristata ingår i släktet färgmåror, och familjen måreväxter. Inga underarter finns listade i Catalogue of Life.